# Reckingen (Zwitserland)
Reckingen is een plaats en voormalige gemeente in het Zwitserse kanton Wallis, en maakt sinds 1 oktober 2004 deel uit van de gemeente Reckingen-Gluringen in het district Goms.
- Gemeinsame Normdatei: 4443405-4
- Historisch woordenboek van Zwitserland: 002697
- Virtual International Authority File: 248710672